# Allium multibulbosum
Allium multibulbosum là một loài thực vật có hoa trong họ Amaryllidaceae. Loài này được Jacq. mô tả khoa học đầu tiên năm 1773.